# Maximiliaan II Emanuel van Beieren
Maximiliaan Emanuel Lodewijk Maria Jozef Cajetanus Anton Nicolaas Frans Ignatius Felix (München, 11 juli 1662 — aldaar, 26 februari 1726), kortweg Max Emanuel en bijgenaamd de Blauwe Keurvorst (vanwege zijn blauwe uniformjas, die tot ver over het slagveld zichtbaar was), was van 1679 tot 1726 keurvorst van Beieren en van 1691 tot 1706 landvoogd van de Spaanse Nederlanden.

## Leven
Max Emanuel was de oudste zoon en het tweede kind van keurvorst Ferdinand Maria en Henriëtte Adelheid van Savoye, dochter van Victor Amadeus I van Savoye. Hij volgde in 1679 zijn vader op en was, door zijn door Ferdinand Maria vergrote schatkist, voor zowel keizer Leopold I als voor de Franse koning Lodewijk XIV interessant. Hij koos voor de kant van de eerste en huwde in 1685 diens dochter Maria Antonia van Oostenrijk (1669-1692).
In tegenstelling tot zijn vader bemoeide Max Emanuel zich uitdrukkelijk met de Europese politiek. Hij was in 1683 aanwezig bij het Beleg van Wenen, streed ook daarna aan de zijde van de keizer in de Turkenoorlogen en onderscheidde zich in het bijzonder in de Slag bij Mohács (1687). Bij de verovering van Belgrado in 1688 raakte hij door een pijl gewond. Hij werd hierop door de keizer tot generalissimus benoemd en leidde als zodanig zijn troepen naar Italië, waar hij het beleg van Carmagnola meemaakte. In de Negenjarige Oorlog behoorde hij tot de Liga van Augsburg.
Hij werd in december 1691 tot Spaans landvoogd van de Zuidelijke Nederlanden benoemd. De vorige landvoogd, Francisco Antonio de Agurto, was moeten aftreden vanwege het verlies van Bergen, en van Maximiliaan werd gehoopt dat hij het er met zijn ervaring als veldheer beter vanaf zou brengen tegen de Fransen. Hij maakte in maart 1692 zijn blijde intrede en gaf het hofleven nieuwe luister. Onder de kunstenaars die hij aantrok, waren de componist Pietro Torri en de choreograaf François Rodier. Hij verwierf een uitgebreide collectie schilderijen, met onder andere een grote aankoop bij Gijsbert van Colen, en liet een operahuis optrekken door Gio Paolo Bombarda. Op politiek gebied liet hij in de loop der tijd het dagelijks bestuur steeds meer over aan Jan van Brouchoven.
Door zijn tweede huwelijk met Theresia Kunigunde Sobieska (1694) maakte hij na de dood van haar vader Jan III Sobieski kans op de troon van Polen. Hij verkoos echter in West-Europa te blijven. De plotselinge dood van zijn zoon Jozef Ferdinand (1699), die door Karel II van Spanje tot erfgenaam was gekozen, maakte een voorlopig einde aan zijn ambitieuze plannen om de heerschappij van het Huis Wittelsbach uit te breiden. Het feit dat Karel vervolgens bij testament Filips V, een kleinzoon van Lodewijk XIV, tot erfgenaam benoemde, leidde in 1701 tot de Spaanse Successieoorlog. Max Emanuel keerde in dat jaar terug naar Beieren en koos in de oorlog de zijde van de Franse koning, daar hij hoopte zo de hem reeds eerder beloofde soevereiniteit over de Zuidelijke Nederlanden te verkrijgen en eventueel de Habsburgers van de keizerstroon te kunnen stoten. Na de Frans-Beierse nederlaag in de Slag bij Blenheim moest hij in 1704 zijn land echter verlaten. Hij werd in 1706 samen met zijn broer Jozef Clemens in de rijksban gedaan.
Vanaf 1704 verbleef hij weer in de Nederlanden, maar de Grote Alliantie bezette in 1706 Vlaanderen en in 1709 Henegouwen. Max Emanuel ontving in 1712 van Filips V de soevereiniteit over de niet-bezette gewesten Luxemburg en Namen. Na de Vrede van Utrecht (1713) en de Vrede van Rastatt (1714), waarbij hij deze pas verkregen soevereiniteit afstond aan Oostenrijk, werd hij hersteld op de Beierse troon. Na in 1717 de Oostenrijkers tegen de Turken te hebben gesteund, kreeg hij ook zijn keurvorstelijke stem terug.
Hij stierf op 26 februari 1726 en werd opgevolgd door zijn zoon Karel I Albert, die in 1742 zijn droom waarmaakte door als Karel VII de keizerstroon te bestijgen. Naast staatsman en militair was hij ook verzamelaar van porselein en schilderijen. Hij kocht voor 90.000 Brabantse gulden 101 schilderijen, waaronder 12 van Peter Paul Rubens, die de basis voor de collectie van de Alte Pinakothek vormen.

## Huwelijk en kinderen
Max Emanuel verwekte bij zijn eerste gemalin Maria Antonia drie kinderen:
- Leopold Ferdinand (1689), prins van Beieren, stierf drie dagen na de geboorte
- Anton (1690), prins van Beieren, stierf nog dezelfde dag
- Jozef Ferdinand Leopold (1692-1699), keurprins van Beieren, prins van Asturië

Met Agnès Françoise le Louchier had hij een buitenechtelijke zoon, die hij legitimeerde:
- Emanuel François Joseph de Bavière (1695-1747), veldheer in Franse dienst

Uit zijn tweede huwelijk met Theresia Kunigunde Sobieska werden de volgende kinderen geboren:
- Doodgeboren zoon (1695)
- Maria Anna Caroline (1696-1750), trad op 29 oktober 1720 als "Therese Emanuele de corde Jesu" tot het Münchense clarissenklooster toe
- Karel Albert (1697-1745), keurvorst van Beieren, Rooms keizer, koning van Bohemen
- Filips Maurits Maria (1698-1719), daar zijn dood nog niet bekend was nog dagen daarna tot bisschop van Paderborn en Münster gekozen
- Ferdinand Maria Innocentius (1699-1738), keizerlijk veldmaarschalk
- Clemens August (1700-1761), keurvorst en aartsbisschop van Keulen, prins-bisschop van Hildesheim, Münster, Paderborn en Osnabrück
- Willem (1701-1704), prins van Beieren
- Aloysius Johan Adolf (1702-1705), prins van Beieren
- Johan Theodoor (1703-1763), prins-bisschop van Luik, bisschop van Regensburg en Freising
- Maximiliaan Emanuel Thomas (1704-1709), prins van Beieren

## Kwartierstaat
| Willem V van Beieren (1548-1626)            | Willem V van Beieren (1548-1626)            | Willem V van Beieren (1548-1626)            | Willem V van Beieren (1548-1626)            | Willem V van Beieren (1548-1626)                  | Willem V van Beieren (1548-1626)                  | Renata van Lotharingen (1544-1602)                | Renata van Lotharingen (1544-1602)                | Renata van Lotharingen (1544-1602)                | Renata van Lotharingen (1544-1602)                | Renata van Lotharingen (1544-1602)             | Renata van Lotharingen (1544-1602)             |                                                |                                                | Keizer Ferdinand II (1578-1637)         | Keizer Ferdinand II (1578-1637)         | Keizer Ferdinand II (1578-1637)           | Keizer Ferdinand II (1578-1637)           | Keizer Ferdinand II (1578-1637)           | Keizer Ferdinand II (1578-1637)           | Maria Anna van Beieren (1574-1616)        | Maria Anna van Beieren (1574-1616)        | Maria Anna van Beieren (1574-1616) | Maria Anna van Beieren (1574-1616) | Maria Anna van Beieren (1574-1616)       | Maria Anna van Beieren (1574-1616)       |                                          |                                          | Karel Emanuel I van Savoye (1562-1630)   | Karel Emanuel I van Savoye (1562-1630)   | Karel Emanuel I van Savoye (1562-1630) | Karel Emanuel I van Savoye (1562-1630) | Karel Emanuel I van Savoye (1562-1630)      | Karel Emanuel I van Savoye (1562-1630)      | Catharina Michaella van Spanje (1567−1597)  | Catharina Michaella van Spanje (1567−1597)  | Catharina Michaella van Spanje (1567−1597)  | Catharina Michaella van Spanje (1567−1597)  | Catharina Michaella van Spanje (1567−1597) | Catharina Michaella van Spanje (1567−1597) |                                           |                                           | Hendrik IV van Frankrijk (1553-1610)      | Hendrik IV van Frankrijk (1553-1610)      | Hendrik IV van Frankrijk (1553-1610)  | Hendrik IV van Frankrijk (1553-1610)  | Hendrik IV van Frankrijk (1553-1610) | Hendrik IV van Frankrijk (1553-1610) | Maria de' Medici (1575-1642)             | Maria de' Medici (1575-1642)             | Maria de' Medici (1575-1642)             | Maria de' Medici (1575-1642)             | Maria de' Medici (1575-1642)             | Maria de' Medici (1575-1642)             |  |  |  |  |  |  |  |  |  |  |  |  |  |  |  |  |  |  |  |  |  |  |  |  |  |  |  |  |  |  |  |  |  |  |  |  |  |  |  |  |  |  |  |  |  |  |  |  |
| Willem V van Beieren (1548-1626)            | Willem V van Beieren (1548-1626)            | Willem V van Beieren (1548-1626)            | Willem V van Beieren (1548-1626)            | Willem V van Beieren (1548-1626)                  | Willem V van Beieren (1548-1626)                  | Renata van Lotharingen (1544-1602)                | Renata van Lotharingen (1544-1602)                | Renata van Lotharingen (1544-1602)                | Renata van Lotharingen (1544-1602)                | Renata van Lotharingen (1544-1602)             | Renata van Lotharingen (1544-1602)             |                                                |                                                | Keizer Ferdinand II (1578-1637)         | Keizer Ferdinand II (1578-1637)         | Keizer Ferdinand II (1578-1637)           | Keizer Ferdinand II (1578-1637)           | Keizer Ferdinand II (1578-1637)           | Keizer Ferdinand II (1578-1637)           | Maria Anna van Beieren (1574-1616)        | Maria Anna van Beieren (1574-1616)        | Maria Anna van Beieren (1574-1616) | Maria Anna van Beieren (1574-1616) | Maria Anna van Beieren (1574-1616)       | Maria Anna van Beieren (1574-1616)       |                                          |                                          | Karel Emanuel I van Savoye (1562-1630)   | Karel Emanuel I van Savoye (1562-1630)   | Karel Emanuel I van Savoye (1562-1630) | Karel Emanuel I van Savoye (1562-1630) | Karel Emanuel I van Savoye (1562-1630)      | Karel Emanuel I van Savoye (1562-1630)      | Catharina Michaella van Spanje (1567−1597)  | Catharina Michaella van Spanje (1567−1597)  | Catharina Michaella van Spanje (1567−1597)  | Catharina Michaella van Spanje (1567−1597)  | Catharina Michaella van Spanje (1567−1597) | Catharina Michaella van Spanje (1567−1597) |                                           |                                           | Hendrik IV van Frankrijk (1553-1610)      | Hendrik IV van Frankrijk (1553-1610)      | Hendrik IV van Frankrijk (1553-1610)  | Hendrik IV van Frankrijk (1553-1610)  | Hendrik IV van Frankrijk (1553-1610) | Hendrik IV van Frankrijk (1553-1610) | Maria de' Medici (1575-1642)             | Maria de' Medici (1575-1642)             | Maria de' Medici (1575-1642)             | Maria de' Medici (1575-1642)             | Maria de' Medici (1575-1642)             | Maria de' Medici (1575-1642)             |  |  |  |  |  |  |  |  |  |  |  |  |  |  |  |  |  |  |  |  |  |  |  |  |  |  |  |  |  |  |  |  |  |  |  |  |  |  |  |  |  |  |  |  |  |  |  |  |
|                                             |                                             |                                             |                                             |                                                   |                                                   |                                                   |                                                   |                                                   |                                                   |                                                |                                                |                                                |                                                |                                         |                                         |                                           |                                           |                                           |                                           |                                           |                                           |                                    |                                    |                                          |                                          |                                          |                                          |                                          |                                          |                                        |                                        |                                             |                                             |                                             |                                             |                                             |                                             |                                            |                                            |                                           |                                           |                                           |                                           |                                       |                                       |                                      |                                      |                                          |                                          |                                          |                                          |                                          |                                          |  |  |  |  |  |  |  |  |  |  |  |  |  |  |  |  |  |  |  |  |  |  |  |  |  |  |  |  |  |  |  |  |  |  |  |  |  |  |  |  |  |  |  |  |  |  |  |  |
|                                             |                                             |                                             |                                             | Maximiliaan I van Beieren (keurvorst) (1573-1651) | Maximiliaan I van Beieren (keurvorst) (1573-1651) | Maximiliaan I van Beieren (keurvorst) (1573-1651) | Maximiliaan I van Beieren (keurvorst) (1573-1651) | Maximiliaan I van Beieren (keurvorst) (1573-1651) | Maximiliaan I van Beieren (keurvorst) (1573-1651) |                                                |                                                |                                                |                                                |                                         |                                         | Maria Anna van Oostenrijk (1610-1665)     | Maria Anna van Oostenrijk (1610-1665)     | Maria Anna van Oostenrijk (1610-1665)     | Maria Anna van Oostenrijk (1610-1665)     | Maria Anna van Oostenrijk (1610-1665)     | Maria Anna van Oostenrijk (1610-1665)     |                                    |                                    |                                          |                                          |                                          |                                          |                                          |                                          |                                        |                                        | Victor Amadeus I van Savoye (1587–1637)     | Victor Amadeus I van Savoye (1587–1637)     | Victor Amadeus I van Savoye (1587–1637)     | Victor Amadeus I van Savoye (1587–1637)     | Victor Amadeus I van Savoye (1587–1637)     | Victor Amadeus I van Savoye (1587–1637)     |                                            |                                            |                                           |                                           |                                           |                                           | Christina van Frankrijk (1606-1663)   | Christina van Frankrijk (1606-1663)   | Christina van Frankrijk (1606-1663)  | Christina van Frankrijk (1606-1663)  | Christina van Frankrijk (1606-1663)      | Christina van Frankrijk (1606-1663)      |                                          |                                          |                                          |                                          |  |  |  |  |  |  |  |  |  |  |  |  |  |  |  |  |  |  |  |  |  |  |  |  |  |  |  |  |  |  |  |  |  |  |  |  |  |  |  |  |  |  |  |  |  |  |  |  |
|                                             |                                             |                                             |                                             | Maximiliaan I van Beieren (keurvorst) (1573-1651) | Maximiliaan I van Beieren (keurvorst) (1573-1651) | Maximiliaan I van Beieren (keurvorst) (1573-1651) | Maximiliaan I van Beieren (keurvorst) (1573-1651) | Maximiliaan I van Beieren (keurvorst) (1573-1651) | Maximiliaan I van Beieren (keurvorst) (1573-1651) |                                                |                                                |                                                |                                                |                                         |                                         | Maria Anna van Oostenrijk (1610-1665)     | Maria Anna van Oostenrijk (1610-1665)     | Maria Anna van Oostenrijk (1610-1665)     | Maria Anna van Oostenrijk (1610-1665)     | Maria Anna van Oostenrijk (1610-1665)     | Maria Anna van Oostenrijk (1610-1665)     |                                    |                                    |                                          |                                          |                                          |                                          |                                          |                                          |                                        |                                        | Victor Amadeus I van Savoye (1587–1637)     | Victor Amadeus I van Savoye (1587–1637)     | Victor Amadeus I van Savoye (1587–1637)     | Victor Amadeus I van Savoye (1587–1637)     | Victor Amadeus I van Savoye (1587–1637)     | Victor Amadeus I van Savoye (1587–1637)     |                                            |                                            |                                           |                                           |                                           |                                           | Christina van Frankrijk (1606-1663)   | Christina van Frankrijk (1606-1663)   | Christina van Frankrijk (1606-1663)  | Christina van Frankrijk (1606-1663)  | Christina van Frankrijk (1606-1663)      | Christina van Frankrijk (1606-1663)      |                                          |                                          |                                          |                                          |  |  |  |  |  |  |  |  |  |  |  |  |  |  |  |  |  |  |  |  |  |  |  |  |  |  |  |  |  |  |  |  |  |  |  |  |  |  |  |  |  |  |  |  |  |  |  |  |
|                                             |                                             |                                             |                                             |                                                   |                                                   |                                                   |                                                   |                                                   |                                                   | Ferdinand Maria van Beieren (1636-1679)        | Ferdinand Maria van Beieren (1636-1679)        | Ferdinand Maria van Beieren (1636-1679)        | Ferdinand Maria van Beieren (1636-1679)        | Ferdinand Maria van Beieren (1636-1679) | Ferdinand Maria van Beieren (1636-1679) |                                           |                                           |                                           |                                           |                                           |                                           |                                    |                                    |                                          |                                          |                                          |                                          |                                          |                                          |                                        |                                        |                                             |                                             |                                             |                                             |                                             |                                             | Henriëtte Adelheid van Savoye (1636-1676)  | Henriëtte Adelheid van Savoye (1636-1676)  | Henriëtte Adelheid van Savoye (1636-1676) | Henriëtte Adelheid van Savoye (1636-1676) | Henriëtte Adelheid van Savoye (1636-1676) | Henriëtte Adelheid van Savoye (1636-1676) |                                       |                                       |                                      |                                      |                                          |                                          |                                          |                                          |                                          |                                          |  |  |  |  |  |  |  |  |  |  |  |  |  |  |  |  |  |  |  |  |  |  |  |  |  |  |  |  |  |  |  |  |  |  |  |  |  |  |  |  |  |  |  |  |  |  |  |  |
|                                             |                                             |                                             |                                             |                                                   |                                                   |                                                   |                                                   |                                                   |                                                   | Ferdinand Maria van Beieren (1636-1679)        | Ferdinand Maria van Beieren (1636-1679)        | Ferdinand Maria van Beieren (1636-1679)        | Ferdinand Maria van Beieren (1636-1679)        | Ferdinand Maria van Beieren (1636-1679) | Ferdinand Maria van Beieren (1636-1679) |                                           |                                           |                                           |                                           |                                           |                                           |                                    |                                    |                                          |                                          |                                          |                                          |                                          |                                          |                                        |                                        |                                             |                                             |                                             |                                             |                                             |                                             | Henriëtte Adelheid van Savoye (1636-1676)  | Henriëtte Adelheid van Savoye (1636-1676)  | Henriëtte Adelheid van Savoye (1636-1676) | Henriëtte Adelheid van Savoye (1636-1676) | Henriëtte Adelheid van Savoye (1636-1676) | Henriëtte Adelheid van Savoye (1636-1676) |                                       |                                       |                                      |                                      |                                          |                                          |                                          |                                          |                                          |                                          |  |  |  |  |  |  |  |  |  |  |  |  |  |  |  |  |  |  |  |  |  |  |  |  |  |  |  |  |  |  |  |  |  |  |  |  |  |  |  |  |  |  |  |  |  |  |  |  |
|                                             |                                             |                                             |                                             |                                                   |                                                   |                                                   |                                                   |                                                   |                                                   |                                                |                                                |                                                |                                                |                                         |                                         |                                           |                                           |                                           |                                           |                                           |                                           |                                    |                                    |                                          |                                          |                                          |                                          |                                          |                                          |                                        |                                        |                                             |                                             |                                             |                                             |                                             |                                             |                                            |                                            |                                           |                                           |                                           |                                           |                                       |                                       |                                      |                                      |                                          |                                          |                                          |                                          |                                          |                                          |  |  |  |  |  |  |  |  |  |  |  |  |  |  |  |  |  |  |  |  |  |  |  |  |  |  |  |  |  |  |  |  |  |  |  |  |  |  |  |  |  |  |  |  |  |  |  |  |
|                                             |                                             |                                             |                                             |                                                   |                                                   |                                                   |                                                   |                                                   |                                                   |                                                |                                                |                                                |                                                |                                         |                                         |                                           |                                           |                                           |                                           |                                           |                                           |                                    |                                    |                                          |                                          |                                          |                                          |                                          |                                          |                                        |                                        |                                             |                                             |                                             |                                             |                                             |                                             |                                            |                                            |                                           |                                           |                                           |                                           |                                       |                                       |                                      |                                      |                                          |                                          |                                          |                                          |                                          |                                          |  |  |  |  |  |  |  |  |  |  |  |  |  |  |  |  |  |  |  |  |  |  |  |  |  |  |  |  |  |  |  |  |  |  |  |  |  |  |  |  |  |  |  |  |  |  |  |  |
| Maria Anna Victoria van Beieren (1660-1690) | Maria Anna Victoria van Beieren (1660-1690) | Maria Anna Victoria van Beieren (1660-1690) | Maria Anna Victoria van Beieren (1660-1690) | Maria Anna Victoria van Beieren (1660-1690)       | Maria Anna Victoria van Beieren (1660-1690)       |                                                   |                                                   | Maximiliaan II Emanuel van Beieren (1662-1726)    | Maximiliaan II Emanuel van Beieren (1662-1726)    | Maximiliaan II Emanuel van Beieren (1662-1726) | Maximiliaan II Emanuel van Beieren (1662-1726) | Maximiliaan II Emanuel van Beieren (1662-1726) | Maximiliaan II Emanuel van Beieren (1662-1726) |                                         |                                         | Louisa Margaretha van Beieren (1663-1664) | Louisa Margaretha van Beieren (1663-1664) | Louisa Margaretha van Beieren (1663-1664) | Louisa Margaretha van Beieren (1663-1664) | Louisa Margaretha van Beieren (1663-1664) | Louisa Margaretha van Beieren (1663-1664) |                                    |                                    | Lodewijk Amadeus van Beieren (1665-1665) | Lodewijk Amadeus van Beieren (1665-1665) | Lodewijk Amadeus van Beieren (1665-1665) | Lodewijk Amadeus van Beieren (1665-1665) | Lodewijk Amadeus van Beieren (1665-1665) | Lodewijk Amadeus van Beieren (1665-1665) |                                        |                                        | Kajetan Maria Frans van Beieren (1670-1670) | Kajetan Maria Frans van Beieren (1670-1670) | Kajetan Maria Frans van Beieren (1670-1670) | Kajetan Maria Frans van Beieren (1670-1670) | Kajetan Maria Frans van Beieren (1670-1670) | Kajetan Maria Frans van Beieren (1670-1670) |                                            |                                            | Jozef Clemens van Beieren (1671-1723)     | Jozef Clemens van Beieren (1671-1723)     | Jozef Clemens van Beieren (1671-1723)     | Jozef Clemens van Beieren (1671-1723)     | Jozef Clemens van Beieren (1671-1723) | Jozef Clemens van Beieren (1671-1723) |                                      |                                      | Violante Beatrix van Beieren (1673-1723) | Violante Beatrix van Beieren (1673-1723) | Violante Beatrix van Beieren (1673-1723) | Violante Beatrix van Beieren (1673-1723) | Violante Beatrix van Beieren (1673-1723) | Violante Beatrix van Beieren (1673-1723) |  |  |  |  |  |  |  |  |  |  |  |  |  |  |  |  |  |  |  |  |  |  |  |  |  |  |  |  |  |  |  |  |  |  |  |  |  |  |  |  |  |  |  |  |  |  |  |  |

## Voetnoten
1. ↑  Vincenzo De Meulenaere, Coudenberg. Het verdwenen Versailles van België, 2024, p. 143-144